# Гіпербола Кіперта

Гіпербола Кіперта трикутника ABC. Гіпербола Кіперта проходить через вершини (A, B, C), ортоцентр (H) і центроїд (G) трикутника.

Гіпербола Кіперта — гіпербола, яка визначається за даним трикутником. Якщо останній є трикутником загального положення, то ця гіпербола є єдиним конічним перетином, що проходить через його вершини, ортоцентр і центроїд.

## Визначення через ізогональне спряження
Гіпербола Кіперта — крива, ізогонально спряжена прямій, що проходить через точку Лемуана і центр описаного кола даного трикутника.
- Пряма, що проходить через центр описаного кола і точку Лемуана, називається віссю Брокара. На ній лежать точки Аполлонія. Інакше кажучи, гіпербола Кіперта — крива, ізогонально спряжена осі Брокара даного трикутника.

## Визначення через трикутники в трикутних координатах

Точка на гіперболі Кіперта.

Визначення через трикутники в трикутних координатах:
Якщо три трикутники {\displaystyle XBC}, {\displaystyle YCA} і {\displaystyle ZAB} побудовані на сторонах трикутника {\displaystyle ABC}, є подібними, рівнобедреними з основами на сторонах початкового трикутника, і однаково розташованими (тобто всі вони побудовані або з зовнішнього боку, або з внутрішнього), то прямі {\displaystyle AX}, {\displaystyle BY} і {\displaystyle CZ} перетинаються в одній точці {\displaystyle N}. Тоді гіперболу Кіперта можна визначити, як геометричне місце точок {\displaystyle N} (див. мал.).
Якщо спільний кут при основі дорівнює {\displaystyle \theta }, то вершини трьох трикутників мають такі трикутні координати:
- {\displaystyle X(-\sin \theta :\sin(C+\theta ):\sin(B+\theta ))}
- {\displaystyle Y(\sin(C+\theta ):-\sin \theta :\sin(A+\theta ))}
- {\displaystyle Z(\sin(B+\theta ):\sin(A+\theta ):-\sin \theta )}

## Трилінійні координати довільної точки N, що лежить на гіперболі Кіперта
{\displaystyle (\operatorname {cosec} (A+\theta ):\operatorname {cosec} (B+\theta ):\operatorname {cosec} (C+\theta ))}.

## Рівняння гіперболи Кіперта в трикутних координатах
Геометричне місце точок {\displaystyle N} при зміненні кута при основі трикутників {\displaystyle \theta } між {\displaystyle -\pi /2} і {\displaystyle \pi /2} є гіперболою Кіперта з рівнянням
{\displaystyle {\frac {\sin(B-C)}{x}}+{\frac {\sin(C-A)}{y}}+{\frac {\sin(A-B)}{z}}=0},
де {\displaystyle x}, {\displaystyle y}, {\displaystyle z} — трилінійні координати точки {\displaystyle N} у трикутнику.

## Відомі точки, що лежать на гіперболі Кіперта
Серед точок, що лежать на гіперболі Кіперта, є такі важливі точки трикутника:
| Значення {\displaystyle \theta }                                                                                 | Точка {\displaystyle N}                                          |
| --- | ---------------------------------------------------------------- |
| {\displaystyle 0}                                                                                                | {\displaystyle G}, центроїд трикутника {\displaystyle ABC} (X2)  |
| {\displaystyle \pi /2} (або {\displaystyle -\pi /2})                                                             | {\displaystyle O}, ортоцентр трикутника {\displaystyle ABC} (X4) |
| {\displaystyle \operatorname {arctg} [\operatorname {tg} (A/2)\operatorname {tg} (B/2)\operatorname {tg} (C/2)]} | Центр Шпікера (X10)                                              |
| {\displaystyle \pi /4}                                                                                           | Зовнішня точка Вектена (X485)                                    |
| {\displaystyle -\pi /4}                                                                                          | Внутрішня точка Вектена (X486)                                   |
| {\displaystyle \pi /6}                                                                                           | {\displaystyle N_{1}}, перша точка Наполеона (X17)               |
| {\displaystyle -\pi /6}                                                                                          | {\displaystyle N_{2}}, друга точка Наполеона (X18)               |
| {\displaystyle \pi /3}                                                                                           | {\displaystyle F_{1}}, перша точка Ферма (X13)                   |
| {\displaystyle -\pi /3}                                                                                          | {\displaystyle F_{2}}, Друга точка Ферма (X14)                   |
| {\displaystyle -A} (якщо {\displaystyle A<\pi /2}) {\displaystyle \pi -A} (якщо {\displaystyle A>\pi /2})        | вершина {\displaystyle A}                                        |
| {\displaystyle -B} (якщо {\displaystyle B<\pi /2}) {\displaystyle \pi -B} (якщо {\displaystyle B>\pi /2})        | вершина {\displaystyle B}                                        |
| {\displaystyle -C} (якщо {\displaystyle C<\pi /2}) {\displaystyle \pi -C} (якщо {\displaystyle C>\pi /2})        | вершина {\displaystyle C}                                        |

## Перелік точок, що лежать на гіперболі Кіперта
Гіпербола Кіперта проходить через такі центри трикутника X(i):
- i=2, (центроїд трикутника),
- i=4 (ортоцентр),
- i=10 (центр Шпікера; тобто, інцентр трикутника з вершинами в серединах сторін даного трикутника ABC[1]),
- i=13 (перша точка Ферма), i = 14 (друга точка Ферма),
- i=17 (перша точка Наполеона), i = 18 (друга точка Наполеона),
- i=76 (третя точка Брокара),
- i=83 (точка, ізогонально спряжена серединній точці між точками Брокара[1]),
- i=94, 96,
- i=98 (точка Таррі[ru]),
- i=226, 262, 275, 321,
- i=485 (зовнішня точка Вектена), i = 486 (внутрішня точка Вектена),
- i = 598, 671, 801, 1029, 1131, 1132,
- i = 1139 (внутрішня точка п'ятикутника, англ. inner pentagon point), i = 1140 (зовнішня точка п'ятикутника, англ. outer pentagon point),
- i = 1327, 1328, 1446, 1676, 1677, 1751, 1916, 2009, 2010, 2051, 2052, 2394, 2592, 2593,
- i = 2671 (перша точка золотого арбелоса, англ. first golden arbelos point),
- i = 2672 (друга точка золотого арбелоса, англ. second golden arbelos point),
- i = 2986, 2996

## Узагальнення теореми Лестер у вигляді теореми Б. Гіберта (2000)
Теорема Б. Гіберта (2000) узагальнює теорему про коло Лестер, а саме: будь-яке окружність, діаметр якого є хордою гіперболи Кіперта трикутника і перпендикулярний до його прямої Ейлера, проходить через точки Ферма.

## Історія
Назву ця гіпербола отримала на честь німецького математика Фрідріха Вільгельма Августа Людвіга Кіперта (1846—1934), який відкрив її.

## Властивості
- Гіпербола Кіперта — рівностороння або рівнобічна (тобто її асимптоти перпендикулярні), отже, її центр, позначений в енциклопедії центрів трикутника як Х (115), лежить на колі Ейлера.